# John Crittenden Duval
John Crittenden Duval (Bardstown, 14 marzo 1816 – Fort Worth, 15 gennaio 1897) è stato uno scrittore statunitense.
Fu il primo scrittore del Texas e il padre della letteratura texana secondo J. Frank Dobie. . La sua opera principale, intitolata Early Times, fu pubblicata nel suo paese a partire dal 1867 sul giornale Burke's Weekly e nel 1892 fu raccolta sotto forma di un libro.